# Jennifer Jason Leigh

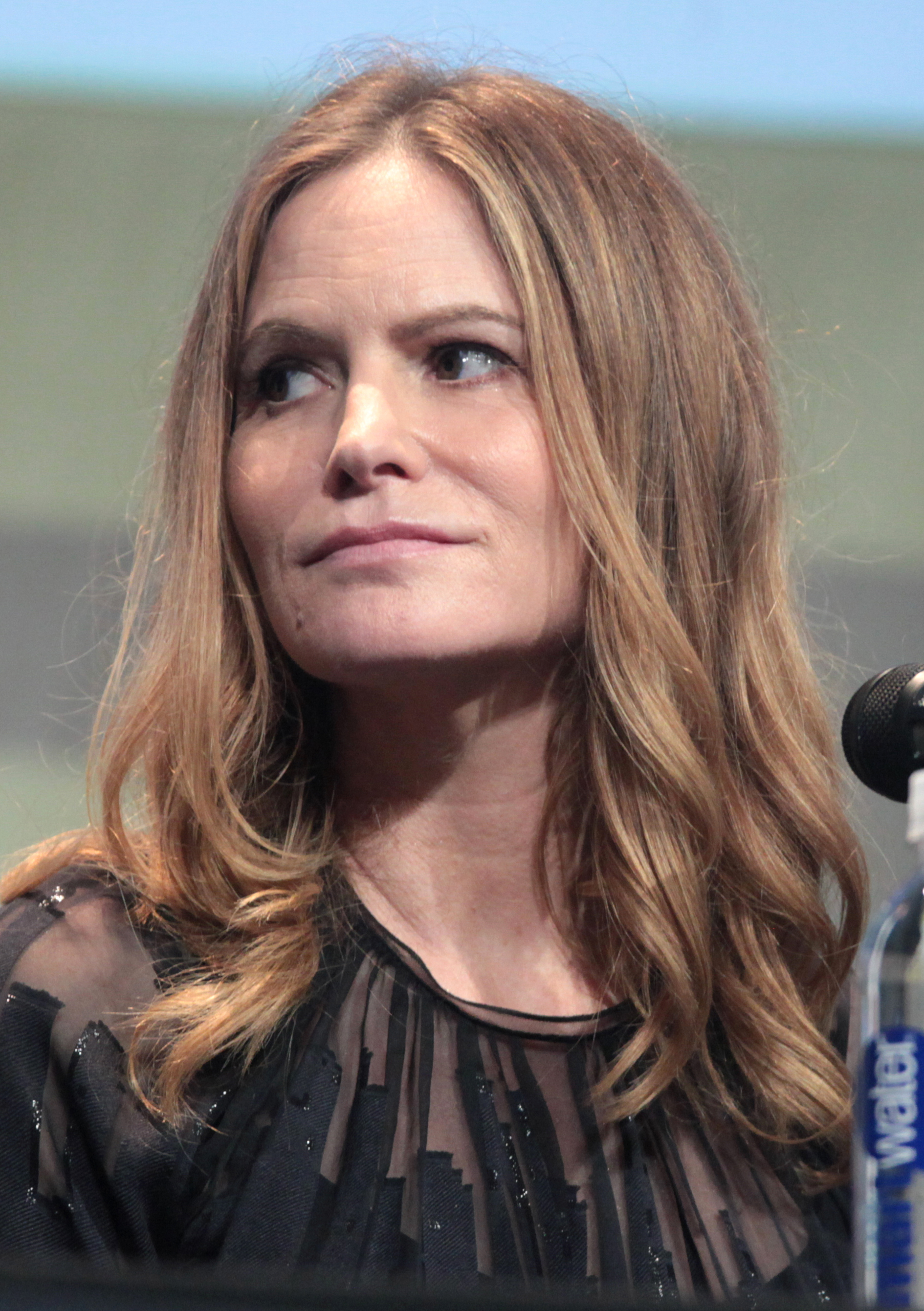
Jennifer Jason Leigh (2015)

Jennifer Jason Leigh (* 5. Februar 1962 als Jennifer Lee Morrow in Hollywood, Los Angeles) ist eine US-amerikanische Schauspielerin.

## Leben und Karriere
Jennifer Jason Leigh ist die Tochter des Schauspielers Vic Morrow und der Drehbuchautorin Barbara Turner, die sich scheiden ließen, als Jennifer zwei Jahre alt war. Sie hatte eine ältere Schwester namens Carrie Ann Morrow (1958–2016) und eine jüngere Halbschwester, die Schauspielerin Mina Badie. Der Name „Jason“ in ihrem Pseudonym geht auf den Schauspieler Jason Robards zurück, der ein Freund ihrer Familie war.
Schon als Teenager nahm sie an Method Acting Workshops von Lee Strasberg teil. 1982 drehte ihr Vater mit dem Regisseur John Landis den Episodenfilm Unheimliche Schattenlichter. Bei den Dreharbeiten kam es bei einem gewagten Stunt zu einem Unfall, bei dem ihr Vater und zwei Kinderdarsteller durch einen abstürzenden Hubschrauber getötet wurden.
Jennifer Jason Leigh wählt häufig dramatische Rollen aus, die sie mit ausgiebigen Nachforschungen vorbereitet. Erfolge feierte sie unter anderem mit Letzte Ausfahrt Brooklyn (1989), Backdraft – Männer, die durchs Feuer gehen (1991) und Weiblich, ledig, jung sucht … (1992). Für ihre Darstellung der Dorothy Parker in Mrs. Parker und ihr lasterhafter Kreis war sie für den Golden Globe nominiert. Ihre Leistung als Daisy „Die Gefangene“ Domergue in Quentin Tarantinos Western The Hateful Eight (2015) brachte ihr, jeweils als beste Nebendarstellerin, eine Oscar-Nominierung sowie eine weitere Golden-Globe-Nominierung ein.
Von 2005 bis 2013 war sie mit dem Regisseur Noah Baumbach verheiratet, mit dem sie einen Sohn hat.

## Filmografie (Auswahl)
- 1980: Der Aufseher von Angel City (Angel City, Fernsehfilm)
- 1981: Randys Tod (The Killing of Randy Webster, Fernsehfilm)
- 1981: The Best Little Girl in the World (Fernsehfilm)
- 1981: Die Augen eines Fremden (Eyes of a Stranger)
- 1981: Die Waltons (Fernsehserie, Folge 9x06: Ein unerwarteter Besuch)
- 1982: Flammen am Horizont (Wrong Is Right)
- 1982: Trapper John, M.D. (Fernsehserie, Folge 3x25)
- 1982: Ich glaub’, ich steh’ im Wald (Fast Times at Ridgemont High)
- 1982: The First Time (Fernsehfilm)
- 1983: Monty – Der Millionenerbe (Easy Money)
- 1983: Operation Osaka (Girls of the White Orchid, Fernsehfilm)
- 1984: Speedway Trio (Grandview, U.S.A.)
- 1985: Flesh and Blood (Flesh & Blood)
- 1986: Hitcher, der Highway Killer (The Hitcher)
- 1986: Picnic (Fernsehfilm)
- 1987: Sister, Sister
- 1987: Under Cover – Ein Bulle will Rache (Under Cover)
- 1988: Heart of Midnight – Im Herzen der Nacht (Heart of Midnight)
- 1989: Letzte Ausfahrt Brooklyn (Last Exit to Brooklyn)
- 1989: The Big Picture
- 1990: Miami Blues
- 1990: Buried Alive – Lebendig begraben (Buried Alive)
- 1991: Backdraft – Männer, die durchs Feuer gehen (Backdraft)
- 1991: Fieberhaft (Rush)
- 1992: Weiblich, ledig, jung sucht … (Single, White, Female)
- 1993: Short Cuts
- 1994: Mrs. Parker und ihr lasterhafter Kreis (Mrs. Parker and the Vicious Circle)
- 1994: Hudsucker – Der große Sprung (The Hudsucker Proxy)
- 1995: Dolores (Dolores Claiborne)
- 1995: Georgia
- 1996: Schutzlos – Schatten über Carolina (Bastard Out of Carolina)
- 1996: Kansas City
- 1997: Tausend Morgen (A Thousand Acres)
- 1997: Washington Square
- 1998: Thanks of a Grateful Nation (The Gulf War)
- 1998: Der Liebesbrief (The Love Letter, Fernsehfilm)
- 1999: eXistenZ
- 2000: Mittendrin und voll dabei (Skipped Parts)
- 2000: The King Is Alive
- 2001: Beziehungen und andere Katastrophen (The Anniversary Party, Regie, Produktion und Drehbuch)
- 2001: The Quickie (Давай сделаем это по-быстрому)
- 2001: The Man Who Wasn’t There
- 2002: Hey Arnold! The Movie (Stimme)
- 2002: Road to Perdition
- 2003: In the Cut
- 2004: Der Maschinist (The Machinist)
- 2004: Childstar
- 2004: Palindrome (Palindromes)
- 2005: The Jacket
- 2005: Rag Tale
- 2005: Easter Sunday (Kurzfilm)
- 2007: Margot und die Hochzeit (Margot at the Wedding)
- 2008: Synecdoche, New York
- 2009–2012: Weeds – Kleine Deals unter Nachbarn (Weeds, Fernsehserie, 16 Episoden)
- 2010: Greenberg
- 2012: Revenge (Fernsehserie, 7 Episoden)
- 2013: The Spectacular Now – Perfekt ist jetzt (The Spectacular Now)
- 2013: Kill Your Darlings – Junge Wilde (Kill Your Darlings)
- 2013: The Moment
- 2013: Hateship Loveship
- 2013: Jake Squared
- 2014: Welcome to Me
- 2014: Alex of Venice
- 2014: Me
- 2015: Anomalisa (Stimme)
- 2015: The Hateful Eight
- 2016: Das Morgan Projekt (Morgan)
- 2016: LBJ
- 2017: Twin Peaks (Fernsehserie, 6 Folgen)
- 2017: Good Time
- 2017–2021: Atypical (Fernsehserie)
- 2017: Amityville: The Awakening
- 2018: Auslöschung (Annihilation)
- 2018: Patrick Melrose (Fernsehserie, 5 Folgen)
- 2018: White Boy Rick
- 2019: The Affair (Fernsehserie, 2 Folgen)
- 2020: Possessor
- 2021: The Woman in the Window
- 2021: Awake
- 2022: Sharp Stick
- 2023: Hunters (Fernsehserie)
- 2023: Poolman
- 2023–2024: Fargo (Fernsehserie)
- 2025: Night Always Comes

## Auszeichnungen und Nominierungen
- Letzte Ausfahrt Brooklyn
  - Boston Society of Film Critics Award, Beste Nebendarstellerin
  - New York Film Critics Circle Award, Beste Nebendarstellerin
- Miami Blues
  - Boston Society of Film Critics Award, Beste Nebendarstellerin
  - New York Film Critics Circle Award, Beste Nebendarstellerin
- Weiblich, ledig, jung sucht … 
  - MTV Movie Award, Bester Bösewicht
  - Nominiert für den Chicago Film Critics Association Award, Beste Schauspielerin
- Short Cuts
  - Golden Globe Award, Bestes Ensemble
  - Coppa Volpi, Bestes Ensemble
- Mrs. Parker und ihr lasterhafter Kreis
  - Chicago Film Critics Association Award, Beste Schauspielerin
  - National Society of Film Critics Award, Beste Schauspielerin
  - Nominiert für den Golden Globe, Beste Schauspielerin (Spielfilm/Drama)
  - Nominiert für den Independent Spirit Award, Beste Schauspielerin
- Georgia
  - Montreal World Film Festival Award, Beste Schauspielerin
  - New York Film Critics Circle Award, Beste Schauspielerin
  - Nominiert für den Independent Spirit Award, Beste Schauspielerin
- Dolores 
  - Nominiert für den Chlotrudis Award, Beste Nebendarstellerin
  - Nominiert für den Saturn Award, Beste Nebendarstellerin
- Thanks of a Grateful Nation (oder auch: The Gulf War)
  - Nominiert für den Golden Satellite Award, Beste Hauptdarstellerin in einem Fernsehfilm
- The King Is Alive
  - Tokyo International Film Festival, Beste Schauspielerin
- Beziehungen und andere Katastrophen:
  - Nominiert für den Independent Spirit Award, Bestes Erstlingswerk (zusammen mit Alan Cumming)
  - Nominiert für den Independent Spirit Award, Bestes Drehbuch (zusammen mit Alan Cumming)
- Childstar
  - Genie Award, Beste Nebendarstellerin
- Margot und die Hochzeit:
  - Peñíscola Comedy Film Festival Award, Beste Schauspielerin
  - Nominiert für den Chicago Film Critics Association Award, Beste Nebendarstellerin
  - Nominiert für den Gotham Award, Bestes Ensemble
  - Nominiert für den Independent Spirit Award, Beste Nebendarstellerin
- Synecdoche, New York
  - Gotham Award, Bestes Ensemble
  - Independent Spirit Awards, Robert Altman Award (gemeinsam mit dem Ensemble und der Filmcrew)
- The Hateful Eight
  - Nominiert für den Oscar, Beste Nebendarstellerin
  - Nominiert für den Golden Globe, Beste Nebendarstellerin
  - Nominiert für den British Academy Film Award, Beste Nebendarstellerin
  - Nominiert für den Critics’ Choice Movie Award, Beste Nebendarstellerin